# تپه پیس‌ها (پیسا)
تپه پیس‌ها (پیسا) مربوط به ۱۵۰۰ سال قبل از میلاد مسیح است و از نظر قدمت بسیار قدیمی تر از تپه هگمتانه می‌باشد.محله شاه پسند واقع شده (محله شاه پسند بنیان‌گذاری شده در سال ۱۳۴۸ توسط خانواده علوی) و این اثر در تاریخ ۳۰ خرداد ۱۳۷۷ با شمارهٔ ثبت ۲۰۲۳ به‌عنوان یکی از آثار ملی ایران به ثبت رسیده است.